# Alicia (nombre)
Alicia es un nombre propio femenino de origen griego en su variante en español. Proviene del griego antiguo Αλήθεια (alétheia)[cita requerida], que significa "verdad". El nombre se popularizó con Las aventuras de Alicia en el país de las maravillas, de Lewis Carroll.

## Variantes
| Variantes en otras lenguas | Variantes en otras lenguas           |
| -------------------------- | ------------------------------------ |
| Español                    | Alicia, Alison, Aliza                |
| Alemán                     | Alice (Alix)                         |
| Aragonés                   | Alizia                               |
| Asturiano                  | Licia                                |
| Catalán                    | Alícia                               |
| Checo                      | Alice                                |
| Danés                      | Alice                                |
| Eslovaco                   | Alica                                |
| Esperanto                  | Alico                                |
| Euskera                    | Alike, Alize, Alitz                  |
| Finlandés                  | Aliisa                               |
| Francés                    | Alice, Alison, Alizée                |
| Gallego                    | Alís                                 |
| Griego                     | Αλίκη (Alíkē)                        |
| Griego Antiguo             | Αλήθεια (alétheia), αληθησ (alethés) |
| Holandés                   | Alice                                |
| Húngaro                    | Alíz                                 |
| Inglés                     | Alice, Alicia, Allison, Alison       |
| Islandés                   | Alice, Lísa                          |
| Italiano                   | Alice                                |
| Japonés                    | Arisu                                |
| Latín                      | Alicia                               |
| Lituano                    | Alicija                              |
| Noruego                    | Alice                                |
| Polaco                     | Alicja                               |
| Portugués                  | Alice, Alícia                        |
| Ruso                       | Алиса (Alisa)                        |
| Sueco                      | Alice                                |
| Hebreo                     | אליס (Aliza)                         |

## Personajes célebres

### Reinas
| Antioquía  | Alicia de Antioquía, princesa de Antioquía a través de su boda con el príncipe Bohemundo II de Antioquía.                                |
| España     | Alicia de Borbón, infanta de España. |
| Grecia     | Alicia de Battenberg, Princesa de Grecia a través de su matrimonio con el príncipe Andrés de Grecia.                                     |
| Inglaterra | Alicia del Reino Unido, hija de Victoria I del Reino Unido y esposa de Luis IV de Hesse-Darmstadt. Alicia de Albany, Condesa de Athlone. |
| Rusia      | Alejandra Fiódorovna Románova, nacida como Alix de Hesse-Darmstadt, Emperatriz consorte de Todas las Rusias.                             |
| Francia    | Alix de Foresta, Princesa Napoléon, Princesa del Imperio Francés por su matrimonio con el príncipe Louis, Prince Napoléon.               |

### Otras personalidades
- Alice Kyteler, la primera bruja registrada en Irlanda y en todo el mundo, quien huyó a Inglaterra
- Alicia Bogo, actriz española
- Alicia Martínez, actriz española
- Alicia Bruzzo, actriz argentina
- Alicia Hermida, actriz y profesora de interpretación española
- Alicia Keys, cantante y compositora estadounidense
- Alicia Koplowitz, empresaria y financiera española
- Alicia de Larrocha, pianista española
- Alicia Machado, modelo y actriz venezolana
- Alicia Maguiña, cantante y compositora peruana
- Alicia Markova, bailarina británica
- Alicia Moreau de Justo, médica y política argentina
- Alicia Silverstone, actriz y modelo estadounidense
- Alicia Villarreal, cantante mexicana
- Alicia Zubasnabar de De la Cuadra, activista de derechos humanos argentina
- Alice Braga, actriz brasileña
- Alice Coltrane, pianista de jazz estadounidense
- Alice Day, actriz cinematográfica estadounidense
- Alice Eastwood, botánica estadounidense
- Alice Joyce, actriz cinematográfica estadounidense
- Alice Liddell, amiga de Lewis Carroll, fue su inspiración para el personaje protagonista de los libros Alicia en el país de las maravillas y Alicia a través del espejo
- Alicia Fox, luchadora profesional
- Alice Miller, psicóloga polaca
- Alice Pearce, actriz estadounidense, fue conocida por su personaje Gladys Kravitz en la serie Bewitched
- Alice Roosevelt, famosa socialité estadounidense, primogénita del Presidente Theodore Roosevelt.
- Alice Walker, escritora estadounidense
- Alice Crimmins
- Alice Mumford
- Alicia Appleman-Jurman
- Alicia Beatriz Casullo
- Alicia Escola
- Alicia de Bryene